# دلووهومیلوو
دلووهومیلوو (به چکی: Dlouhomilov) یک منطقهٔ مسکونی در جمهوری چک است که در ناحیه شومپرک واقع شده‌است. دلووهومیلوو ۱۰٫۴۳ کیلومتر مربع مساحت و ۴۷۷ نفر جمعیت دارد و ۳۲۰ متر بالاتر از سطح دریا واقع شده‌است.